# Westfälisches Tiefland
Das ̇Westfälische Tiefland ist die flächenmäßig kleinste Großlandschaft Nordrhein-Westfalens und liegt ganz im Norden des Landes. Von der Grenze zu Niedersachsen mit Höhen um 30 Meter über Meereshöhe steigt es zum Weserbergland bis zu etwa 70 Meter über Meereshöhe an. Einzige Ausnahme mit einer Höhe von bis  181 Meter ü. NHN stellt die inselartige Erhebung des  Stemweder Berges dar.
Das Gebiet ist geopolitisch in zwei Teile geteilt und umfasst im Osten die Teile des Kreises Minden-Lübbecke nördlich und ausschließlich des Wiehengebirges (sprich das Mindener Land ohne das kammartige Wiehengebirge)  sowie das Tecklenburger Land, sprich jene Teile der Norddeutschen Tiefebene innerhalb des Landes Nordrhein-Westfalens, die nicht zur Westfälischen Tieflandsbucht zählen.